# Iva Yeo
Iva Yeo, född 5 juni 1939 i Winnipeg, Manitoba, är en kanadensisk politiker. Hon var medlem i Legislative Assembly of Manitoba från 1988 till 1990, där hon representerade Winnipegdelen av Sturgeon Creek för Manitoba Liberal Party.
Hon utbildade sig vid Winnipeg General Hospital och University of Saskatchewan, arbetade som sjuksköterskeläkare vid St. Boniface School for Practical Nurses samt på St. Boniface Schools of Nursing.